# Райнер Фаленті
Райнер Фаленті (нім. Rainer Falenti; нар. 1 січня 1973) — колишній австрійський тенісист.
Найвищу одиночну позицію світового рейтингу — 193 місце досяг 28 липня 1997, парну — 754 місце — 4 березня 1996 року.

## Титули ITF Ф'ючерс

### Одиночний розряд: (1)
| Ранг | Дата     | Турнір                | Покриття | Суперник           | Рахунок       |
| ---- | -------- | --------------------- | -------- | ------------------ | ------------- |
| 1.   | Чер 1998 | Угорщина F1, Будапешт | Ґрунт    | Корнель Бардоцький | 6–4, 4–6, 6–4 |